# José Cura

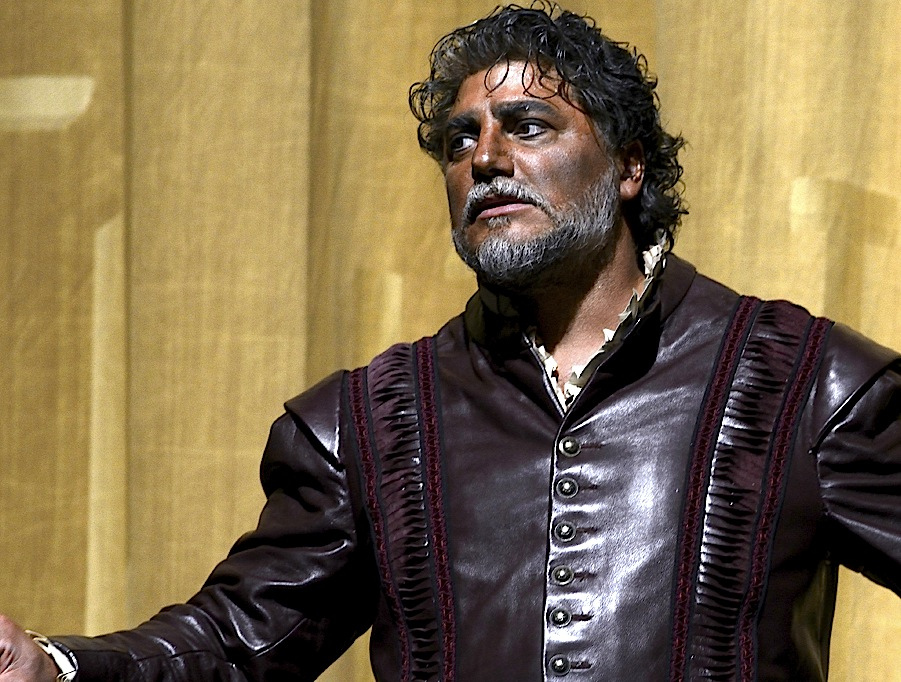
José Cura 2013 in Verdis Otello

José Cura (* 5. Dezember 1962 in Rosario, Argentinien) ist ein argentinischer Opernsänger (Tenor). Er gilt als einer der bedeutendsten Interpreten des Verismo.

## Leben
José Cura erhielt zunächst Gitarrenunterricht, obwohl er bereits mit 12 Jahren angefangen hatte zu singen. Im Alter von 15 Jahren gab er sein Debüt als Chordirigent. Ab 1978 studierte er Komposition bei Carlos Castro und Klavier bei Zulma Cabrera. Sein Studium setzte er an der staatlichen Universität von Rosario sowie am Teatro Colón in Buenos Aires fort, wo er neben Gesang auch noch Dirigieren studierte. Aufgrund fehlerhafter Ausbildungsmethoden gab José Cura sein Gesangsstudium auf. Schließlich überzeugte ihn Horacio Amauri, seine Stimme mit neuer Gesangstechnik ausbilden zu lassen, und ebnete ihm so den Weg zu einer Weltkarriere.
1991 übersiedelte er mit seiner Familie nach Europa, die u. a. in Verona und in der Nähe von Paris lebte. Seine Stimme bildete er bei Vittorio Terranova weiter, der ihm seinen italienischen Opernstil zu verfeinern half. Er debütierte in Verona in der Oper Pollicino von Hans Werner Henze. José Curas großer Durchbruch erfolgte im März 1993 in Triest. Dort sang er die Partie des Jan in Miss Julie. Cura hatte 1999 sein Met-Debüt als Turiddu in der Oper Cavalleria rusticana.
Sein künstlerischer Weg führte ihn an viele große Opernbühnen der Welt. Neben den schon genannten nach Mailand, Genua, Verona, Zürich, München, Berlin, Stuttgart, San Francisco, Tokio, Dublin, Wien, Amsterdam, Sydney, Melbourne, London etc. Hervorzuheben ist sein Auftritt an der Oper von Hamburg im Jahre 2003. Dort dirigierte er zuerst Cavalleria rusticana, um dann, nach der Pause, den Canio in Pagliacci zu singen.
Für seine künstlerischen Verdienste wurde José Cura 1999 von der Caece Universität in Buenos Aires die Auszeichnung eines Ehrenprofessors verliehen, und er wurde zum Ehrenbürger seiner Heimatstadt ernannt. 2000 wurde er von der libanesischen Regierung zum Ritter Chevalier de l'Ordre du Cedre geschlagen.
Cura ist ein vielgebuchter Lied- und Konzertsänger. 2001 führte ihn eine Konzert-Tournee durch Japan. Ferner gab er Konzerte u. a. in Holland, Schweden, Italien, Russland, Ungarn, Deutschland, Taiwan. José Cura ist auch als Dirigent sowie als Regisseur tätig.
Cura ist verheiratet und Vater von drei Kindern. Er lebt mit seiner Familie in Madrid.

## Auszeichnungen und Preise
- 1994 – Gewinner des Operalia-Wettbewerbs[1]
- 1995/96 – Kritikerpreis Premio Abbiati
- 1998 – Orphée d’Or – Académie du Disque Lyrique, Frankreich
- 1999 – Ehrenprofessor der Caece Universität in Buenos Aires
- 1999 – Ehrenbürger seiner Heimatstadt Rosario, Argentinien
- 1999 – ECHO (Klassik) – Deutscher Schallplattenpreis: Sänger des Jahres
- 2000 – Ritter Chevalier de l'Ordre du Cedre der libanesischen Regierung
- 2003 – Künstler des Jahres – Premio Catullo, Italien
- 2004 – Ehrenbürger von Veszprém, Ungarn
- 2010 – Österreichischer Kammersänger[2]

## DVDs (Auswahl)
- José Cura in concert, Budapest 2000
- Tosca, 2001
- Verdi Gala, 2004
- Andrea Chénier, 2006
- La Traviata, Paris 2007
- Edgar, Turin 2008

## Diskografie (Auswahl)
- Puccini Arias, 1997 (Erato)
- Verismo, 1999 (Erato)
- Verdi Arias, 2000 (Erato)
- La Traviata, 2000 (Teldec)
- Manon Lescaut, 2000 (Deutsche Grammophon)
- Bravo Cura, 2001 (Erato)
- Anhelo, 2006 (Erato)